# Batalla de Tierrita Blanca
La batalla de Tierrita Blanca (10 de noviembre de 1813) fue un enfrentamiento militar sucedido en el contexto de la Guerra de Independencia de Venezuela entre las fuerzas patriotas del capitán general Simón Bolívar y los realistas del coronel José Ceballos, con la victoria de estos últimos.

## Antecedentes
El 6 de agosto de 1813, Simón Bolívar entraba en Caracas y finalizaba la Campaña Admirable, sin embargo, los realistas no estaban vencidos. En los llanos del río Orinoco y el río Apure, Puerto Cabello, Maracaibo y Coro aún subsistían bastiones monárquicos. El 22 de septiembre, el coronel José Ceballos, secundado por el coronel Miguel Correa, salió de Coro con 351 infantes y 23 oficiales (otras fuentes los elevan a 1.500), rumbo a Barquisimeto. Durante su marcha por Siquisique se incorporan los contingentes del cura Andrés Torrellas y del cacique Juan de los Reyes Vargas, luego sigue el río Tocuyo y se le unen los jinetes del coronel Pedro Luis Inchauspe, las guerrillas del coronel Francisco Oberto y los dispersos de las unidades vencidas del jefe Manuel Cañas.
Estando en Caracas, el Libertador de Venezuela había reclutado hombres, pedido ayuda al brigadier Santiago Mariño, realizó sus primeras medidas administrativas, reglamentó sueldos, raciones, uniformes, divisas y graduaciones e instituyó la orden militar de los Libertadores. Luego, vio su oportunidad de reabrir las rutas terrestres hacia Nueva Granada, cerradas desde octubre, y anular a los focos de Coro y Maracaibo, así que decidió atacar antes que llegara el escuadrón Soberbios Dragones de Caracas del coronel Luis María Rivas Dávila. Tenía poco tiempo, pues su situación empeoraba porque las guerrillas realistas proliferaban cada vez más.
Bolívar salió de Caracas con el batallón Aragua del coronel Florencio Palacios. Entre tanto, el brigadier Rafael Urdaneta le traía refuerzos, uniendo sus fuerzas el 7 a 8 de noviembre. La tropa de Urdaneta sumaba 700 a 800 plazas que incluían el batallón Caracas (al mando del teniente coronel José Rodríguez), dos compañías del Valencia, una compañía de infantes del batallón Agricultores de Caracas (capitán Francisco Piñango), y un piquete de caballería (José Antonio Guzmán). Por tres días marcharon a través de la sierra hasta llegar a Cabudare, desde donde divisaron al campamento monárquico a una legua de distancia. Las tropas realistas dominaban el camino real en la vereda de Tierras Blancas, en la ruta entre Santa Rosa y Barquisimeto.

## Fuerzas enfrentadas

### Patriotas
Basado en las Memorias del militar irlandés Daniel Florencio O'Leary y las del brigadier Rafael Urdaneta, Francisco Rivas Vicuña y Rafael María Baralt los estiman en 1.200 infantes. También había menos de 200 jinetes en pequeños piquetes provenientes de Ospino, Guanare y Barinas y un escuadrón del Agricultores al mando Fernando Guzmán; no lograron unírseles los Soberbios Dragones. El historiador chileno Francisco Antonio Encina afirma que los patriotas sumaban 1.100 infantes y 200 jinetes apoyados por 2 cañones de a 4 libras, el Libertador habría decidido atacar sin esperar a los Soberbios Dragones, un cuerpo volante de San Carlos ni llamar a varios destacamentos que podrían haberse reunido fácilmente en Gamelotal. El historiador venezolano realista José Domingo Díaz y el diplomático español Mariano Torrente afirman que eran más de 2.500 hombres. El argentino Bartolomé Mitre habla de sólo 1.300. José de Austria, coronel patriota y veterano de la guerra, afirma que los batallones Caracas y Aragua se componían de 500 plazas cada uno y que en total, su ejército eran más o menos igual al realista. El historiador Francisco Javier Yanes sostenía que «Las fuerzas independientes eran algo mayores». El historiador colombiano José Manuel Restrepo cree que eran 1.300 hombres al inicio de la batalla, por lo que no contaba a los Soberbios Dragones; lo mismo su colega y compatriota Tomás Cipriano de Mosquera. El militar venezolano Eleazar López Contreras estimaba que los Soberbios Dragones debieron ser unos 150 hombres poco después, en Araure.

### Realistas
Según el militar Guillermo Miller, Ceballos reclutó para sus campañas a más de 4.000 corianos. Acorde a Encina, los monárquicos disponían de 700 infantes, 300 jinetes, 50 artilleros y 9 piezas de artillería ligera. Rivas Vicuña, en cambio, los eleva hasta los 2.000 efectivos, número aceptado por el venezolano Feliciano Montenegro Colón. Ambos autores se basan en Yanes, quien afirmaba: «Bolívar se puso inmediatamente en marcha y el 10 de noviembre atacó a Ceballos que con 2.000 hombres defendía a Barquisimeto». En cambio, De Austria los aumenta a 2.000 infantes, 500 jinetes y 9 piezas de artillería; Baralt apoya esa estimación. Díaz y Torrente los reducen a 1.700 plazas, de los que menos de 100 eran europeos. Sin embargo, el número más bajo lo da Mitre, con apenas 500 infantes, 300 jinetes y un pedrero. Restrepo da el mismo número de infantería y caballería que el argentino, pero eleva la artillería a un pedrero y un cañón de a 4 libras. Mosquera también repite los números de infantes y jinetes, pero él afirma que tenían 2 piezas de a 4 libras.
El coronel Ceballos mandaba la caballería personalmente, mientras su segundo, el coronel Oberto, la infantería y artillería. Acamparon en una planicie llamada Campamento, a la salida de la ciudad y en dirección a Gamelotal, con su retaguardia cubierta por las calles y casas de Barquisimeto.

## Combate
Bolívar dividió su infantería, compuesta por hombres de los batallones Aragua, Caracas y parte del Agricultores, en tres grupos a cargo del coronel Florencio Palacios (derecha), el coronel Joseph Ducaylá (izquierda) y el teniente coronel José Rodríguez (centro). El batallón de Palacios actuaba como vanguardia. Tenían 2 piezas de campaña sacadas de Valencia por Urdaneta estaban mandadas por el subteniente Santiago Mancebo. La caballería estaba como reserva y se encontraba muy mal organizada a las órdenes de Fernando Guzmán.
La batalla comenzó a las 08:00 horas. Ceballos colocó su infantería y artillería en una loma protegida por profundos barrancos, dominando el camino real, y atrás, entre ese sitio y la ciudad de Barquisimeto estaba su caballería. Sin embargo, había un sendero oculto que llevaba directamente a su retaguardia. Bolívar llevó a su caballería por esa ruta y atacó sorpresivamente a los jinetes enemigos. La caballería patriota, unos 200 hombres en sus monturas, cargó en masa contra sus contrarios envolviéndolos, dispersándolos y haciéndolos refugiarse en la laguna de Las Piedras, en el camino a Carora, en el otro extremo de la ciudad. El Estado Mayor de Ceballos también estaba ahí y tuvo que retroceder. Los Agricultores a caballo entraron en los templos de San Juan y La Paz, ubicados en las salidas de la ciudad que llevaban a Tocuyo y Carora, y empezaron a repicar las campanas en señal de victoria.
Entre tanto, la infantería patriota avanzaba sobre las líneas enemigas, escalando el cerro donde estaban y obteniendo cierta ventaja. Sin embargo, luego Rodríguez se negó a ayudar a Ducaylá por un agravió que le cometió y para empeorar todo para los independentistas, «Pero por una desgracia, cuyo origen no está averiguada, empeñado ya el combate entre las infanterías, con ventaja de la patriota, se oyó inesperadamente el toque de retirada». Sorpresivamente, una trompeta sonó en señal de retirada, haciéndola desordenarse y huir cuando infantes realistas les atacaron, que empezaron a perseguirlos. Los infantes patriotas fueron envueltos cuando intentaron ejecutar la retirada. Bolívar, Urdaneta y todos los oficiales intentaron reorganizar a los hombres, pero sus esfuerzos fueron en vano. Díaz da una versión distinta: a eso de las 10:00 horas la batalla parecía perdida para los monárquicos, con su infantería en retirada, pero entonces el coronel Ceballos cargó con 100 jinetes sobre los infantes enemigos, causando confusión. Este éxito dio ánimos a la infantería realista, que se reagrupó y atacó de inmediato.
La oportuna llegada de Rivas Dávila y sus Soberbios Dragones cubrió la retirada de la infantería a orillas del río Cabudare, que desde ese punto pudieron retirarse sin ser molestados. Los Soberbios Dragones obligaron a sus enemigos a retirarse y salvó a los infantes, aunque sólo lograron retirarse algunas compañías del Aragua.

## Consecuencias
Basado en De Austria, Encina informa que 1.000 patriotas quedaron muertos, heridos, prisioneros o dispersos. Rivas Vicuña estima más bajas patriotas en 400 muertos y otros tantos prisioneros, se capturaron 600 fusiles, 2 cañones y 3 banderas. Díaz y Torrente dicen que murieron 700 patriotas y hubo un número mayor de prisioneros, muchos de ellos heridos, además de capturar cañones, fusiles, tesorería, documentos y todo el parque. Mitre afirma que murieron 350 patriotas y otros 400 fueron capturados con 2 cañones, 3 banderas y 700 fusiles. Restrepo dice que los vencedores afirmaron que sus enemigos habían perdido 350 muertos, incluyendo 18 oficiales, 400 prisioneros, contando 13 oficiales, y muchos dispersos, junto con 2 cañones de a 4 libras con sus municiones, las tres banderas, 600 fusiles y muchos cartuchos; mismos números da Mosquera. Los prisioneros fueron ejecutados en el campo, especialmente los peninsulares que fueron muertos a machetazos.
En la noche, Urdaneta acampó con los sobrevivientes en el monte El Altar, en las márgenes del río Cojedes, mientras Bolívar volvía a San Carlos para preparar sus fuerzas. Le dio órdenes al brigadier de recolectar a los patriotas dispersos en El Altar. Después Urdaneta le siguió a San Carlos mientras Bolívar iba a Valencia, donde concentraría un nuevo ejército para batir a Ceballos. Pronto enfrentaría a los realistas en la gran batalla de Araure. Los soldados vencidos recibieron el castigo de ser organizados en el batallón sin nombre.